# Apollo 10
Apollo 10 was de vierde bemande vlucht uit het Apolloprogramma. De bemanning bestond uit commandant Thomas Stafford, CSM-piloot John Young en maanlanderpiloot Eugene Cernan.

## Doel
Het doel van de missie was het testen van de modules en het koppelen van de modules in een baan om de maan. Het was zogezegd de generale repetitie voor de echte maanlanding van Apollo 11. De maanlander daalde, met Cernan en Stafford, af tot slechts 15 kilometer boven het maanoppervlak. Daar zou de missie overgaan in het testen van de procedure om een maanlanding af te breken.
Volgens Cernan had NASA de brandstoftank van de maanlander niet helemaal gevuld omdat men bang was dat de astronauten, hoewel ze daarvoor geen toestemming hadden, toch op de maan zouden landen.

## Verloop
Die test bestond uit het afstoten van het onderste deel van de maanlander (descent stage) waarna het bovenste deel (ascent stage) weer zou opstijgen en de bemanning terug moest brengen naar de commandomodule. Tijdens deze test ging er iets mis. Bij het doorlopen van de checklist voor de procedure zette Astronaut Cernan een knop op de juiste stand. Tegelijkertijd doorliep Stafford een andere checklist waarin dezelfde knop op dezelfde stand gezet moest worden, maar Stafford had niet in de gaten dat Cernan de knop al had omgezet en zette de knop weer terug in de uitgangspositie. Hierdoor liep het navigatiesysteem vast en begon de maanlander gevaarlijk te tollen waarbij hij bijna neerstortte.
Door ingrijpen van Stafford, die de besturing handmatig over kon nemen, werd een ramp voorkomen. Uiteindelijk kon de bemanning veilig terugkeren naar John Young in de Commandomodule. 
Tijdens deze vlucht was er voor het eerst in de geschiedenis een live televisie-uitzending in kleur vanuit de ruimte. Na ruim 60 uur in een baan om de maan te hebben verbleven werd de terugreis naar aarde aangevangen. Op 26 mei 1969 landde de capsule in de Stille Oceaan en werd ze opgepikt door de USS Princeton (CV-37). De capsule wordt tentoongesteld in het Science Museum te Londen, Engeland.
In de onderlinge communicatie werd bij deze vlucht gebruik gemaakt van de door de tekenstrip Peanuts geïnspireerde namen "Charlie Brown" voor de commandomodule en "Snoopy" voor de maanlander.

## Orbitale maanfotografie
Net zoals tijdens de missie van Apollo 8 in december 1968 werden ook tijdens Apollo 10 honderden orbitale foto's genomen van het oostelijke equatoriale gebied van de maan. Het was pas in november 1969 dat het westelijke equatoriale gebied van de naar de aarde toegekeerde kant van de maan werd gefotografeerd, tijdens de missie van Apollo 12.

## Orbitale maanfotografieApollo 10: online bron
Apollo Image Atlas (Lunar and Planetary Institute, LPI), 70 mm Hasselblad Image Catalog, Apollo 10.
- https://www.lpi.usra.edu/resources/apollo/catalog/70mm/mission/?10

## Galerij

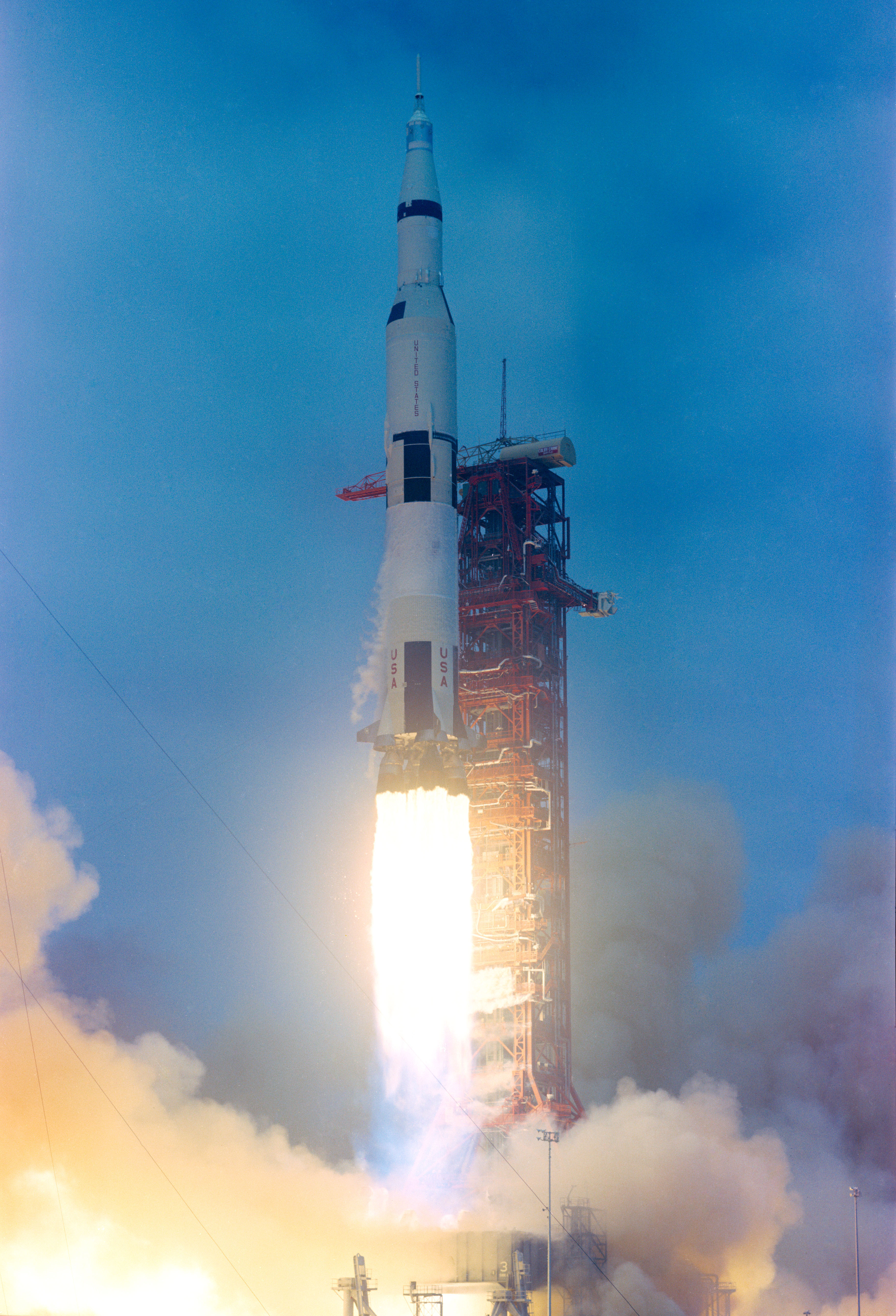
Lancering van Apollo 10 (NASA)
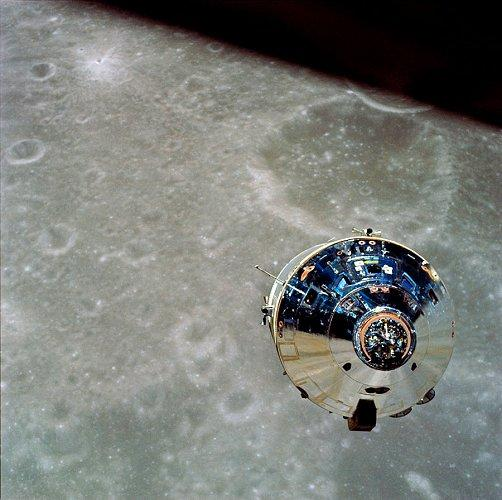
CSM van Apollo 10 gezien vanuit LM (NASA)
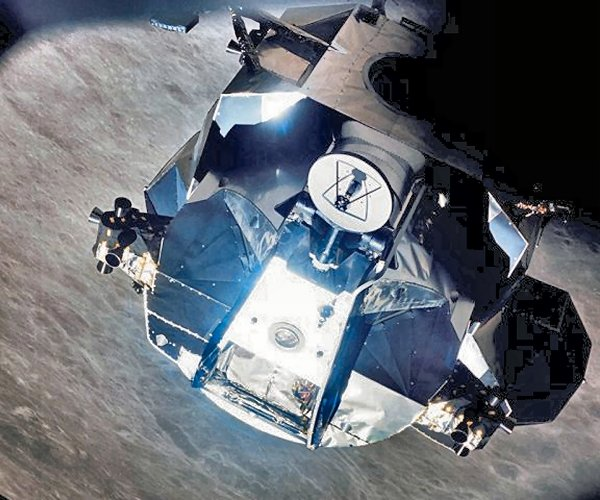
LM "Snoopy" van Apollo 10 gezien vanuit CSM "Charlie Brown"(NASA)
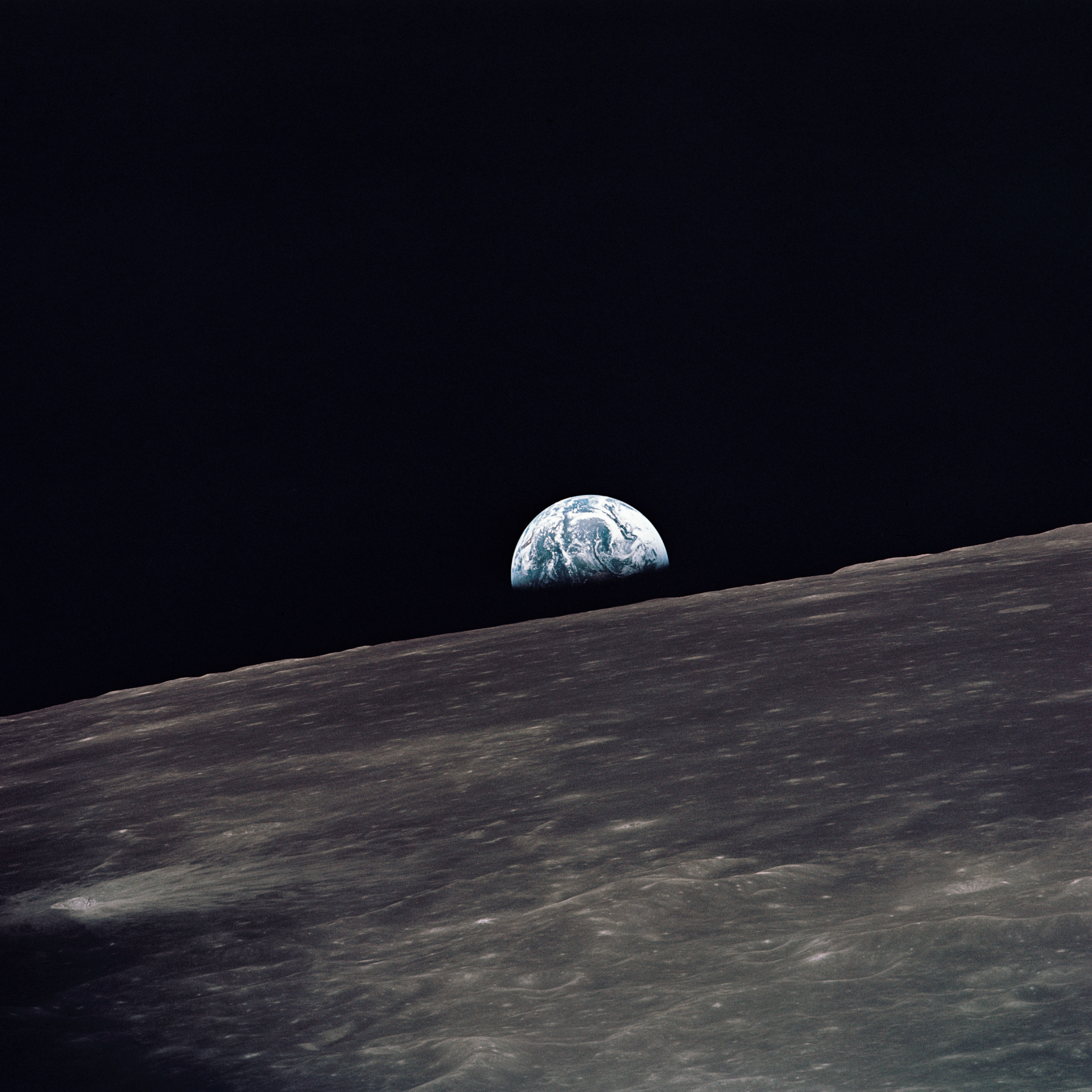
Apollo 10 in een baan om de maan terwijl de aarde opkomt boven de horizon van de maan (NASA)
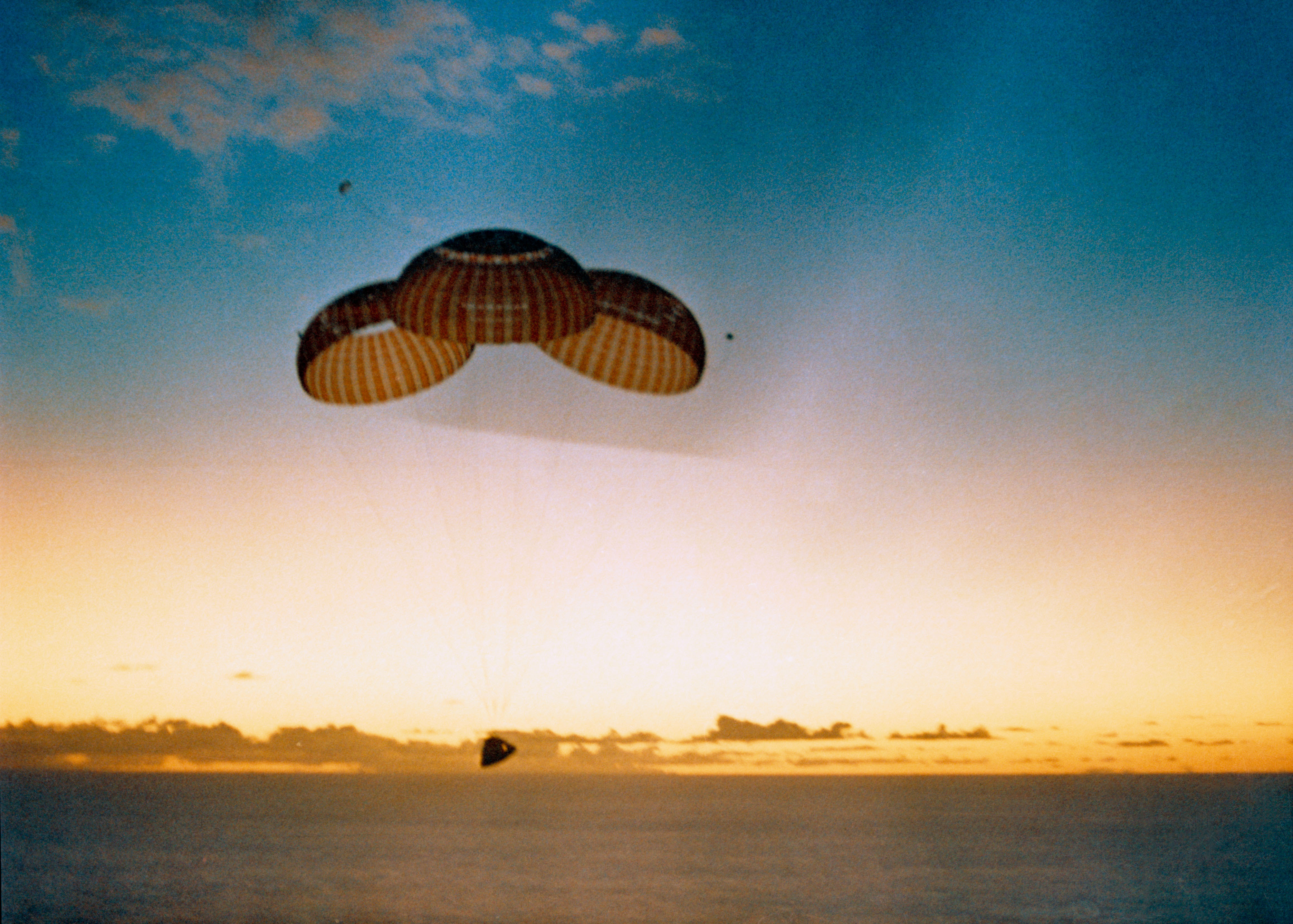
Apollo 10-capsule tijdens landing (NASA)